# Oleggio
Oleggio é uma comuna italiana da região do Piemonte, província de Novara, com cerca de 13.045 habitantes. Estende-se por uma área de 37 km², tendo uma densidade populacional de 329 hab/km². Faz fronteira com Bellinzago Novarese, Lonate Pozzolo (VA), Marano Ticino, Mezzomerico, Momo, Vaprio d'Agogna, Vizzola Ticino (VA).

## Demografia
| Variação demográfica do município entre 1861 e 2011                               |
|                                                                                   |
| Fonte: Istituto Nazionale di Statistica (ISTAT) - Elaboração gráfica da Wikipedia |